# Бабино (Утроинская волость)
Бабино — деревня в Пыталовском районе Псковской области России. Входит в состав Утроинской волости.
C 1920 до 1944 гг. входила в состав Яунлатгальского (Абренского) уезда Латвии (латыш. Babina, Babino).

## География
Деревня находится в западной части Псковской области, в пределах Прибалтийской низменности, в зоне хвойно-широколиственных лесов, к востоку от реки Утрои, к западу от автодороги 58К-528, на расстоянии примерно 1 километра (по прямой) к югу от Пыталова, административного центра района. Абсолютная высота — 80 метров над уровнем моря.

### Климат
Климат характеризуется как умеренно континентальный, влажный. Средняя многолетняя температура самого холодного месяца (января) составляет −7,3 °С (абсолютный минимум — −42 °C), средняя температура самого тёплого (июля) — 12 °С (абсолютный максимум — 36 °C). Среднегодовое количество осадков составляет 562 мм, из которых 72 % выпадает в период с апреля по октябрь.

### Часовой пояс
Деревня Бабино, как и вся Псковская область, находится в часовой зоне МСК (московское время). Смещение применяемого времени относительно UTC составляет +3:00.

## Население
| 2001 |
| ---- |
| 6    |

Согласно результатам переписи 2002 года, в национальной структуре населения русские составляли 100 %.